# De regels van Matthijs
De regels van Matthijs is een documentaire van Marc Schmidt over zijn jeugdvriend Matthijs die als autist probeert orde in de chaos om hem heen te scheppen. We zien Matthijs vooral bij hem in huis waar hij aan het verbouwen is, de plannen voor wat het moet worden zitten in zijn hoofd. Zijn verbouwing brengt hem meer en meer in conflict met de woningbouwvereniging die zich volgens Matthijs niet aan de gemaakte afspraken houdt. Dit leidt tot heftige aanvaringen met vertegenwoordigers van de woningbouwvereniging maar ook met mensen die hem proberen te helpen.
Terwijl dit alles zich afspeelt geeft de documentaire ook inzicht in de unieke denkwijze van Matthijs die onder andere de diagnose syndroom van Asperger heeft. Zijn manier om kalenderdagen aan te geven is middels het 36-tallig stelsel, analoog aan de binaire/2-tallige, octale/8-tallige en hexadecimale/16-tallige stelsels. We krijgen nog meer inzichten in zijn bijzondere denkwijze en hoe hij de verschillen tussen zijn wereld en die van neurotypische mensen ervaart.
Uiteindelijk leidt zijn verbouwing tot uitzetting uit zijn woning, zijn centrum van de wereld, en neemt de documentaire een tragische wending.